# Olli Julkunen
Olli Julkunen, född 10 augusti 1981 i Uleåborg, är en finländsk före detta professionell ishockeyforward. Hans moderklubb är Kärpät, där han har spelat som junior.